# Makroskopischer Quantenzustand
Ein makroskopischer Quantenzustand ist ein Zustand eines Systems mit vielen Teilchen, der sich nicht klassisch, sondern nur quantenphysikalisch richtig beschreiben lässt.
Die Quantenmechanik dient der Beschreibung der Physik auf mikroskopischer Ebene, z. B. einzelner Atome oder Moleküle. Ein Quantenzustand beschreibt hierbei normalerweise nur die Eigenschaften einzelner oder einiger weniger Teilchen. Die Beschreibung der Eigenschaften eines Systems sehr vieler Teilchen in makroskopischer Größenordnung geht in die statistische oder die klassische Mechanik über.
In einigen wenigen speziellen Fällen wie dem Zustand der Supraleitung oder der Suprafluidität, welche einen neuen Aggregatzustand von Stoffen darstellen, lassen sich die Eigenschaften einer makroskopischen Anzahl von Teilchen jedoch nicht mehr durch die statistische oder die klassische Mechanik erklären, sondern nur durch die Gesetze der Quantenphysik. Dies tritt immer dann ein, wenn alle Teilchen im selben Quantenzustand vorliegen (z. B. Bose-Einstein-Kondensat) und somit durch eine gemeinsame Wellenfunktion beschrieben werden können. Man spricht dann von einem makroskopischen Quantenzustand.